# Megaphobema peterklaasi
Megaphobema peterklaasi é uma espécie de aranha pertencente à família Theraphosidae (tarântulas).